# Bayezid III. Osman
Bayezid Osman (23. června 1924, Paříž – 6. ledna 2017, New York), známý také jako Osman Bayazid Osmanoğlu po vzniku Turecké republiky, nebo podle jeho osmanského jména Şehzade Bayezid Efendi, byl 44. hlavou Osmanské dynastie. Byl druhým synem Ibrahima Tevfika a jeho čtvrté manželky Hadice Sadiye Hanim. Ibrahim byl vnukem sultána Abdülmecida I. a členem mladší linie Osmanské dynastie.

## Život
Byl prvním členem dynastie, který se narodil v exilu. Poté, co se jeho rodiče rozvedli, v roce 1931 otec a jeho matka Hadice Sadiye se znovu provdala v USA. V roce 1941 se také do USA společně s matkou, starším bratrem a dvěma nevlastními bratry odstěhoval. Sloužil v americké armádě a poté pracoval v knihovně v New Yorku. Bayezid se nikdy neoženil a neměl žádné děti.
Dne 23. září 2009 se po smrti Ertuğrula Osmana stal hlavou dynastie.
| Osmanská dynastie          | Osmanská dynastie                                | Osmanská dynastie          |
| -------------------------- | ------------------------------------------------ | -------------------------- |
| Předchůdce: Ertuğrul Osman | 23. září 2009 – 6. ledna 2017 Bayezid III. Osman | Nástupce: Dündar Ali Osman |